# Gare de triage de Valenton
Le triage de Valenton est une gare de triage ferroviaire française de la ligne de la grande ceinture de Paris, située sur le territoire de la commune de Valenton, dans le département du Val-de-Marne.
Cette gare de la Société nationale des chemins de fer français (SNCF) n'est pas ouverte au service des voyageurs.

## Situation ferroviaire
La gare se situe au point kilométrique 81,371 de la ligne de la grande ceinture de Paris (990000).

## Service des voyageurs
La gare n'est pas ouverte aux voyageurs, ni desservie par les trains du réseau Transilien. 

## Service des marchandises
Cette gare est ouverte au service du fret.